# Вільям Маршал
Вільям Маршал (*Williame le Mareschal, 1146/1147 —14 травня 1219) — англійський державний та військовий діяч часів династії Плантагенетів. На думку сучасників, був найвеличнішим лицарем християнського світу, перемігши загалом 500 лицарів.

## Життєпис

### Молоді роки
Походив з англо-норманського роду Маршалів. Син графа Джона Маршала (його титул перетворився на родинне прізвище) і Сибілли Салісбері. Під час війни між королем Стефаном Блуаським та Матильдою Плантагенет став заручником першого, який натомість зняв облогу з Ньюбері, який захищав Джон Маршал. Останній відмовився до цього, тому Вільям Маршал перебував у полоні до укладання Воллінгфордської угоди 1153 року.

### Діяльність у Франції
Здобув гарну освіту у Нормандії та Франції, куди відправився у 1158 році. Тут вправно володів усіма видами зброї, перейнявся принципами лицарської гідності в родині родича за материнською лінією Вільяма де Танкарвіль. Оволодів також латиною, добре освоїв Біблію, став шанувальником французьких романсів. У 1166 році висвячено на лицаря. Славу Вільяму Маршалу принесли його перемоги на численних турнірах. З 1167 році був подорожуючим лицарем, брав участь в боях у Верхній Нормандії та Фландрії. У 1168 році під час сутички з загоном Гі де Лузіньяном зазнав поранення й потрапив у полон, а де Танкарвіль загинув.
Його репутація сприяла тому, що Маршала викупила Елеонора Аквітанська. Після цього Вільям Маршал став служити герцогам Аквітанським, брав участь в численних турнірах.

### На службі Генріху II
У 1185 році повернувся до Англії, де став служити Генріху II Плантагенету як компаньйон його сина Генріха Молодшого. Отримав маєток Катмель в Камбрії, водночас призначено опікуної Елоїзи, спадкоємиці баронства в герцогстві Ланкастер. У 1188 році брав участь у війні проти Філіппа II, короля Франції. Останнього підтримав молодший син короля Ричард, герцог Аквітанський. У 1189 році під час однієї з сутичок Вільям Маршал переміг Ричарда, скинувши того з коня.
У липні 1189 року після смерті Генріха II повернувся до Англії. Того ж року Вільям зміг вдало одружитися з 17-річною донькою графа Пембрук, ставши одним з найбагатших людей королівства. У 1190 році призначено королем Ричардом I до регентської ради на час його відсутності у Третьому хрестовому поході.

### Член регентської ради
Під час відсутності короля спочатку підтримав брата короля Джона I у боротьбі з верховним юстиціарієм Вільям Лоншампом, але згодом виступив проти амбіцій Джона. У 1193 році очолив прихильників короля Ричарда I проти прихильників принца Джона. До 1194 році здолав супротивників, що сприяло спокійно поверненню короля з Німеччини.

### Війни з Францією
У 1194—1199 роках разом з королем брав участь у війні з Францією. Перед смертю Ричард I 1199 році призначив Вільяма Маршала комендантом Руана та зберігачем королівської скарбниці. Того ж року успадкував титул й землі графа Пембрук, допомігши принцу Джону посісти трон Англії.
У 1200—1203 роках керував обороною Нормандії від наступу французьких військ. Після втрати Нормандії Маршал був у складі посольства, яке у 1204 році вело перемовини з Філіппом II щодо укладання мирного договіру. Водночас Вільям Маршал обговорював можливість збереження власних маєтностей в Нормандії. Навзаєм зазбережжя земель Маршал погодився від імені англійського короля визнати зверхність Франції за усі володіння Плантагенетів, що залишилися у Франції. Це спричинило конфлікт з королем Джоном.

### В Ірландії
Конфлікт з королем призвів у 1207 році до бойових сутичок в Ірландії, де Вільям Маршал мав володіння. Самого Вільям було відкликало до Лондону. У 1208 році було спалено містечко Нью-Росс, що належало Маршалу. У 1210 році повернувся до Ірландії, де до 1213 року вів війну з кланами Браосе і Ласі. Для цього створив власне військо. Зрештою Вільям Маршал здобув перемогу, а для зміцнення свого становища звів замок Карлоу.

### Перша баронська війна
У 1213 році повертається до Лондону. Тут брав участь в Першій баронській війні на боці короля Джона. У 1215 році був учасником підписання Великої хартії вольностей. Після смерті короля у 1216 році Вільям Маршал керував похованням померлого у Вустерському кафедральному соборі.

### Регент
У 1216 році на зборах в Глостері призначається регентом за малолітнього короля Генріха III. Після цього виступив проти повсталих баронів, що закликали до Англії французького принца Людовика. У 1217 році у битві при Лінкольні завдав нищівної поразки французам і повсталим баронам на чолі із Томасом, графом Ле Перш. Слідом за цим рушив на Лондом, де отаборився принц Людовик. В цей час Юбер де Бург здобув перемогу в Дуврській протоці. Після цього французи повернулися на континент. В результаті дій Генріха III короновано.
Для заспокоєння країни домігся 1217 року підтвердження Великої хартії вольностей, цим остаточно було закріплено її юридичний статус. У 1219 році тяжко захворів, тому перебрався до замку Кавершам в Берширі, де й помер 14 травня того ж року. Поховано Вільяма Маршала у церкві Темпла в Лондоні. Того ж року було написано твір-життєпис «Історія Вільяма Маршала».

## Родина
Дружина — Ізабелла (1172—1220), донька Ричарда де Клер, графа Пембрук.
Діти:
- Вільям (1190—1131), 2-й граф Пембрук
- Ричард (1191—1234), 3-й граф Пембрук
- Матильда (1194—1248), 1) дружина Юго Біго, графа Норфолк; 2) Вільяма де Варенна, графа Суррея
- Гілберт (1197—1241), 4-й граф Пембрук
- Волтер (1199—1245), 5-й граф Пембрук
- Ізабелла (1200—1240), дружина Гільберта де Клер, графа Хертфорда
- Сибілла (1201—1245), дружина Вільям де Феррерс, графа Дербі
- Ева (1203—1246), дружина Вільяма де Браосе, барона Абергавенні
- Ансельм (1208—1245), 6-йграф Пембрук
- Джоана (1210—1234), дружина Варіна де Мунченсі, власника Сванскомбе

## Військова техніка
Вільям Маршал розробив власну тактику у герцях. Він хапав коня супротивника за вуздечку і тягнув за собою до своїх лицарів. Там він змушував ворога здатися і заплатити викуп. Якщо жертва зістрибує і тікала, то в нагороду залишався кінь, що теж було цінною нагородою.